# Wálter Machado da Silva
Wálter Machado da Silva ismertebb nevén: Silva Batuta (Ribeirão Preto, 1940. január 2. – Rio de Janeiro, 2020. szeptember 29.) brazil válogatott labdarúgó. 
A brazil válogatott tagjaként részt vett az 1966-os világbajnokságon.

## Sikerei, díjai
Flamengo
- Carioca bajnok (1): 1965

Vasco da Gama
- Carioca bajnok (1): 1970

Santos
- Paulista bajnok (1): 1967

Egyéni
- Az argentin bajnokság gólkirálya (1): 1969 Metropolitano (14 gól)